# Luguentz Dort
Luguentz „Lu“ Dort (* 19. April 1999 in Montreal, Québec) ist ein kanadischer Basketballspieler, der in der National Basketball Association (NBA) für die Oklahoma City Thunder spielt. Dort ist 1,91 Meter groß und läuft meist als Shooting Guard auf. Dort spielte College-Basketball für die Arizona State Sun Devils. Nachdem Dort im NBA-Draftverfahren 2019 nicht ausgewählt worden war, schloss er sich dem Oklahoma City Thunder an.

## Persönliches Leben
Beide Elternteile von Dort sind Haitianer, welche mit ungefähr 21 Jahren aus Saint-Marc nach Kanada gezogen sind. Er wuchs in Montréal-Nord in einer Familie mit sechs Kindern auf. Dort hat nicht von klein auf Basketball, sondern als Kind Fußball, auf der Position des Torhüters, gespielt. Erst später hat er durch seine Brüder Basketball kennengelernt und daraufhin damit angefangen. Je ein Jahr spielte er als Jugendlicher an der Arlington Country Day School in Jacksonville und an der Conrad Academy in Orlando (jeweils US-Bundesstaat Florida). 2017 wechselte Dort an die Athlete Institute Academy nach Orangeville in die kanadische Provinz Ontario.

## College
Am 6. November 2018 machte Dort sein Debüt für Arizona State, in diesem Spiel erzielte er 28 Punkte, 9 Rebounds und 3 Steals und verhalf Arizona damit zu einem 102:94-Sieg gegen die Mannschaft der California State University, Fullerton, welcher erst nach der zweiten Verlängerung feststand. Von Mitte bis Ende Dezember 2018 hatte Dort Probleme im Angriff und traf in vier Spielen vom 15. bis 29. Dezember nur neun Würfe bei insgesamt 45 Versuchen.
Nachdem Dort und die Arizona State Sun Devils aus dem NCAA Division I Basketball Tournament 2019 ausgeschieden war, gab er am 10. April 2019 seine Absicht bekannt, sich für den NBA-Draft 2019 anzumelden.

## Professionelle Karriere

### Oklahoma City Thunder (seit 2019)
Nachdem Dort im NBA-Draft 2019 von keinem Team ausgewählt worden war, schloss er sich dem Oklahoma City Thunder über einen Zweiwegevertrag (engl. two-way contract) an.
Sein NBA-Debüt gab Dort am 6. Dezember 2019, er holte einen Rebound in sieben Minuten auf dem Spielfeld in einem Sieg gegen die Minnesota Timberwolves. Am 20. Januar 2020 stand Dort in einem Spiel gegen die Houston Rockets zum ersten Mal in der Starting Five. Er erzielte 8 Punkte, 2 Rebounds und 2 Assists und verhalf somit den Thunder zu einem Sieg. Neun Tage später, am 29. Januar 2020, erzielte Dort dann in einem Spiel gegen die Sacramento Kings mit 23 Punkten einen neuen Karrierehöchstwert, damit war er hinter Dennis Schröder der Spieler mit den meisten Punkten auf der Seite der Thunder.
Am 24. Juni 2020 gaben die Oklahoma City Thunder bekannt, dass Dort einen Vierjahresvertrag unterschrieben hat, der ihm ein Gehalt von 5,4 Millionen US-Dollar zusicherte.
In den NBA Playoffs 2020 wurde Dort für seine außerordentlichen Leistungen in der Defensive gegen James Harden gelobt und wurde als einer der besten Verteidiger der Liga betitelt. Im siebten Spiel dieser Serie erzielte Dort 30 Punkte und wurde damit zum ersten Spieler in der Geschichte der NBA, welcher im Alter von 21 Jahren oder jünger in einem siebten Spiel der Playoffs mindestens 30 Punkt erzielt hat. Der Sieg ging trotzdem mit dem Endstand 102:104 an die Rockets, nachdem Harden einen Dreipunkte-Wurfversuch von Dort in den letzten Sekunden des Spiels, der Oklahoma City im Falle eines Treffers in Führung gebracht hätte, geblockt hatte.
Am 30. Juni 2022 hat Dort eine Vertragsverlängerung über 5 Jahre im Wert von 87,5 Millionen USD bei den Thunder unterschrieben. 2025 wurde er in die NBA Defensiv-Auswahl gewählt.

## Karriere-Statistiken

### NBA

#### Reguläre Saison
| Saison  | Team          | GP  | GS  | MPG  | FG % | 3P % | FT % | RPG | APG | SPG | BPG | PPG  |
| ------- | ------------- | --- | --- | ---- | ---- | ---- | ---- | --- | --- | --- | --- | ---- |
| 2019–20 | Oklahoma City | 36  | 28  | 22.8 | .394 | .297 | .792 | 2.3 | 0.8 | 0.9 | 0.1 | 6.8  |
| 2020–21 | Oklahoma City | 52  | 52  | 29.7 | .387 | .343 | .744 | 3.6 | 1.7 | 0.9 | 0.4 | 14.0 |
| 2021–22 | Oklahoma City | 51  | 51  | 32.6 | .404 | .332 | .843 | 4.2 | 1.7 | 0.9 | 0.4 | 17.2 |
| 2022–23 | Oklahoma City | 74  | 73  | 30.7 | .388 | .330 | .772 | 4.6 | 2.1 | 1.0 | 0.3 | 13.7 |
| 2023–24 | Oklahoma City | 79  | 79  | 28.4 | .438 | .394 | .826 | 3.6 | 1.4 | 0.9 | 0.6 | 10.9 |
| Gesamt  | Gesamt        | 292 | 283 | 29.3 | .403 | .347 | .794 | 3.8 | 1.6 | 0.9 | 0.4 | 12.8 |

#### Play-offs
| Saison  | Team          | GP | GS | MPG  | FG % | 3P % | FT % | RPG | APG | SPG | BPG | PPG  |
| ------- | ------------- | -- | -- | ---- | ---- | ---- | ---- | --- | --- | --- | --- | ---- |
| 2019–20 | Oklahoma City | 6  | 6  | 29.2 | .355 | .260 | .533 | 3.7 | 1.0 | 0.3 | 1.0 | 12.5 |
| 2023–24 | Oklahoma City | 10 | 10 | 35.0 | .363 | .391 | .842 | 4.6 | 2.0 | 1.3 | 0.2 | 10.7 |
| Gesamt  | Gesamt        | 16 | 16 | 32.8 | .359 | .333 | .706 | 4.3 | 1.6 | 0.9 | 0.5 | 11.4 |